# Việt sặt
Việt sặt hay le cỏ (danh pháp khoa học: Vietnamosasa) là một chi tre, phân bố tại miền Nam Việt Nam. Danh pháp này được ghép từ chi tre Sasa (còn gọi là chi Thia ma) và địa danh Việt Nam.

## Các loài
Hiện tại danh sách của IPNI có chứa 3 loài thuộc chi này:
- Vietnamosasa ciliata (A.Camus) T.Q.Nguyên, 1990: Việt sặt lông, le đuôi chồn Tây Nguyên, đồng nghĩa gốc: Arundinaria ciliata A.Camus, 1919
- Vietnamosasa darlacensis T.Q.Nguyên, 1990: Việt sặt Đăk Lăk
- Vietnamosasa pusilla (A.Cheva. et A.Camus) T.Q.Nguyên, 1990: Việt sặt nhỏ, le cỏ Lang Hanh, đồng nghĩa gốc: Arundinaria pusilla A.Chev. & A.Camus, 1921